# Wemersoniella turnerae
Wemersoniella turnerae är en blötdjursart som beskrevs av Victor Scarabino 1986. Wemersoniella turnerae ingår i släktet Wemersoniella och familjen Wemersoniellidae. Inga underarter finns listade i Catalogue of Life.